# 土方隆司
土方 隆司（ひじかた りゅうじ、1978年5月17日 - ）は、日本の政治家、男性プロレスラー。埼玉県狭山市出身。狭山市議会議員（4期）。血液型A型。本名：八木 隆幸（やぎ たかゆき）。プロレスのファイトスタイルはハードヒット系に例えられる。

## 経歴

### 格闘探偵団バトラーツ
埼玉県狭山市出身。埼玉栄高等学校で柔道に打ち込んだ後、1997年に格闘探偵団バトラーツの練習生となった。1998年2月7日にマッハ純二戦でデビュー。

### 全日本プロレス
その後、フリーを経て2002年9月16日、後楽園ホール大会から全日本プロレスに入団。ジュニア選手として活動する。2004年10月11日、後楽園ホール大会で自ら欠場を宣言して肉体改造に着手。
2004年、世界ジュニアヘビー級王座を狙うマスクマン「歳三」として復帰。盛んに世界ジュニア挑戦を訴え、2005年6月3日、後楽園ホール大会でTAKAみちのくに挑戦。敗れるもTAKAから健闘を称えられ、マスクを脱いだ。
2005年9月1日、土方隆司としてアジアタッグ王座に挑戦するが失敗（パートナーは嵐）。以後は世界ジュニアに照準を絞り、ジュニア・ヘビー級リーグ戦などにも積極的に参加していた。
2006年10月に結婚。試合終了後、対戦相手MAZADAに「土方隆司、結婚おめでとう!」と結婚したことを暴露される。
2007年3月、世界ジュニア王者の中嶋勝彦に挑戦表明。一度は"brother"YASSHIに挑戦権を横取りされたが、5月に遂に中嶋との王座戦が決定するも敗北。同年7月に当時三冠王者の鈴木みのるに弟子入りを志願した。
2008年3月、ジュニア・タッグリーグ戦で中嶋勝彦とのコンビで優勝し、その勢いのままシルバー・キングの持つ世界ジュニアヘビー級王座に挑戦表明。4月29日にシルバー・キングとの対戦に勝利し、念願の世界ジュニア王者となった。試合後は、挑戦者にカズ・ハヤシを逆指名し、神戸での選手権試合を約束。そして5月25日、カズを下し初防衛に成功した。6月28日、二度目の防衛戦では元IWGPジュニアヘビー級王者のエル・サムライから腕ひしぎ逆十字固めでギブアップ勝ちを納め、2度目の王座防衛に成功。しかし2008年度のジュニア・ヘビー級リーグ戦では王者ながら優勝どころか決勝進出すら出来ず、キャリア1年半のKAIが優勝するという結果に終わった。さらに8月31日の両国大会で優勝者のKAIによる土方への王座挑戦が決定。KAIとはベルトを巻いてから変則マッチながらフォール負けを喫したり、ジュニアリーグでは引き分け。誰もがKAIの王座奪取を予想したが王者の意地、そしてキャリア10年という長い道のりをキャリア1年半のKAIに見せつけ3度目の防衛に成功した。試合後、「自分の目先を少し外に向けてみたくなりました。『ベルトを通行手形に』は言いません。『挑戦したい』この言葉が通行手形です。全日本プロレスのリングでオレは待ってます!」と団体外へアピールした。そのアピールに応えるように、元全日ジュニアでプロレスリング・ノアの丸藤正道が土方へ挑戦を表明した。丸藤は、埼玉栄高校で土方の一学年後輩に当たる。9月28日、丸藤に敗れ世界ジュニアヘビー級王座から陥落。以後は、若手の手本になりつつバチバチ系のファイトを続けている。
2009年の最初のシリーズ、新春シャイニングシリーズにて諏訪魔とのコンビで第81代アジアタッグ王者決定トーナメントに出場。しかし1回戦で敗れてしまい、パートナーである諏訪魔の肩を振り切って退場。その後の試合でTARUに「ジュニア流出のA級戦犯」とののしられ、不穏な空気が流れている。3月1日、後楽園ホール大会では、カズと組んで稔・TARU組と対戦。大会前には、カズとの公開練習で技を磨き、仲を取り戻したかのように見えたが、大会本番にまさかの裏切り。歳三のマスクを再び被り、ヒールとして活動していくこととなった。ジュニア・タッグリーグ戦で、稔とのタッグで優勝。マスクを被っているが、土方としてはリーグ戦連覇となった。

### フリー
2010年8月に自身のブログにて全日本プロレスを退団したことを発表した。以降は後述の議員当選もあり、レスラーとしてはスポット参戦の形となる。
2022年3月のVOODOO-MURDERS復活に合わせ、覆面レスラー・歳三としての活動を再開。6月19日には歳三として4Wayラダーマッチを制し、GAORA TV王座を奪取した他、7月14日には稔とのタッグでアジアタッグ王座を奪取した。

## 政治活動
2011年4月（第17回統一地方選挙）、狭山市議会議員選挙に立候補し初当選。市議会では保守系会派「新政みらい」に所属、自由民主党公認候補ではないが、同党埼玉県連狭山支部に参加しており、衆議院選挙・参議院選挙・埼玉県議会議員選挙では同党公認候補の選挙応援活動もしている。2015年4月（第18回統一地方選挙）、2選。基地対策特別委員会委員長等歴任。2019年4月（第19回統一地方選挙）、自民党の推薦を得て立候補。初当選時、再選時を大きく上回る票数を獲得し3選。2021年5月18日、狭山市議会副議長に就任。2023年4月（第20回統一地方選挙）、4選。議会とのスケジュールを調整しながらフリーランスとして団体問わずスポット参戦している。

## 得意技
蹴り、関節、投げ技など師・川田利明の影響を受けて使用している技が多い。現在は原点回帰として蹴りと関節技を主体としたスタイルで戦っている。
ランニング・ジャンピングハイキック
フィッシャーマンバスターに代わる現在のフィニッシュ・ホールド。土方の師である川田のジャンピングハイに助走をつけた改良型。フォームとしては武藤敬司のシャイニング・ウィザードに近いフォーム。
サッカーボールキック
座り込んだ相手の背中へ強烈な蹴りを見舞う。
フィッシャーマンバスター
2002年から2006年春頃までよく使っていた。現在は、原点回帰のため封印している。この技のパイオニアは獣神サンダー・ライガーである。2007年3月に解禁、以後は大一番のみ使用。
スーパーフィッシャーマンバスター
相手の脚を取ると同時に腕を固めて背中から叩きつける変形フィッシャーマンバスター。歳三に変身と同時に開発した技だが、マスクを脱ぐと使われなくなった。しかし、再び歳三に変身し使い始めていることから歳三限定の技と思われる。
腕ひしぎ逆十字固め
防衛戦ではカズやKAIに足取り式を食らわせて引き出しの多さで上回った。
ローリングソバット
相手の腹部を狙うローリングソバット。ジャンプして蹴るパターンもある。
顔面へのキック
得意のけりを読んで字の如し顔面にくらわせる。VMに加入してからよく使っていた。2009ジュニアタッグリーグで優勝した後に対戦相手であったカズの顔に「征伐」と書かれた半紙を貼り付けて顔面を蹴りつけた。
バズソーキック
仰向けになった相手の上半身を起こし、相手の左側頭部を振り抜いた右足の甲で蹴り飛ばす。
各種キック

## タイトル歴
全日本プロレス
- 世界ジュニアヘビー級王座…第26代
- GAORA TV王座…第22代
- アジアタッグ王座…第113代（パートナーは稔）
- 2008年、2009年ジュニアタッグリーグ戦優勝（パートナーは中嶋勝彦→稔）

天龍プロジェクト
- インターナショナルジュニアヘビー級王座…第18代

## 入場テーマ曲
- Speed （Crash Radio Edit） / bond
- BIG WAVE

## 人柄
- 性格は少しシャイである。
- 結婚の発表を躊躇していたが、荒谷望誉やカズ・ハヤシがブログでネタにしていたため、全日本ファンはみんな知っていた。
- 体重がころころ変わる。一応公式では95kgで統一されている。
- NOSAWA論外の自主興行「NOSAWA GENOME 〜無茶ワールド・プロレスリング〜」に歳三として姿を現す。マスクを取られたが、必死に顔を隠していた。
- 彼のブログには彼の両親の笑い話や自身の失敗談が多く、非常に親しみやすいブログとなっている。なお、ヒールレスラーになった今でも書き方は変わらず、同じような内容を書いている。
- mihimaru GTの大ファン。
- 自身がプロレスラーになる10日前に彼の叔父が亡くなる。彼の叔父は彼がプロレスラーになることをひたすら応援し、誇りに思っていてくれていたそうで、プロになったら必ずベルトを獲得し叔父の墓参りをすることを夢見ていた。そして世界ジュニアのベルトを獲得。ベルトを持って叔父の墓参りに向かい、夢を叶えることとなった。
- 「レオ」という名前のポメラニアンを飼っている。
- 韓国遠征した際、現地スタッフや対戦相手のAJスタイルズから「ハジカタ」と呼ばれたらしい。
- 彼が中学の頃、家庭訪問の時に自身が隠していたエロビデオの隠し場所を母に暴露されてしまったり、柔道部の顧問の先生から「息子さんはしっかり男らしい顔になりましたね」と言われると「体はまだ子供ですけどね」と童貞であることを暴露されたりという非常に苦い思い出がある。また、試合直前に対戦相手の"brother"YASSHIがマイクで「このバカ息子の親はどこじゃー」と言うと、客席からヤッシーに手を振る母親の姿があった。さらに自身が劣勢になるとパートナーの武藤が「ヒジー! お母ちゃんが見てるぞー!」とゲキを飛ばし、ふと見上げてみると母が客席どころかコーナーにいてかなり恥ずかしかったらしい（ちなみにその試合は母のおかげ（？）で勝利することが出来た）。
- 上記のように、プロレスリング・ノアの丸藤は高校時代の後輩で当時土方は柔道部、丸藤はレスリング部。接点はあまり無かったらしいが一言二言挨拶を交わしたことはあるとのこと。